# Естебан Ендеріка
Естебан Ендеріка (ісп. Esteban Enderica, 30 жовтня 1990) — еквадорський плавець.
Учасник Олімпійських Ігор 2012, 2016 років.
Переможець Панамериканських ігор 2019 року, призер 2015 року.
Переможець Південнамериканських ігор 2014 року, призер 2010 року.